# Divizia 1 Voluntari sârbă
Divizia 1 Voluntari a fost o mare unitate formată la Odesa, în 1916, la inițiativa politicianului sârb Nikola Pašić și a asociaților acestuia. Majoritatea celor care s-au înrolat erau prizonieri de război din Armata Austro-Ungară, capturați de Armata Imperială Rusă. Divizia a avut o componentă etnică diversă, voluntarii provenind atât din rândul popoarelor iugoslave (sârbi, croați, bosniaci etc.), cât și din cehi sau slovaci.
Misiunea diviziei era de a asigura o prezență sârbă în lupta împotriva Puterilor Centrale, după ce Armata Regală a Serbiei a fost nevoită să înceteze lupta și să se retragă pentru refacere în insula Corfu. Din aceasta au făcut parte 5.000 de bosniaci, demonstrând încă odată diversitatea etnică.

## Preliminarii

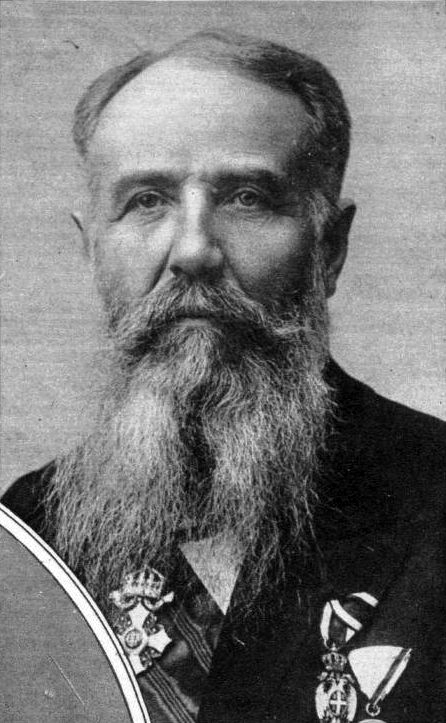
Nikola Pašić

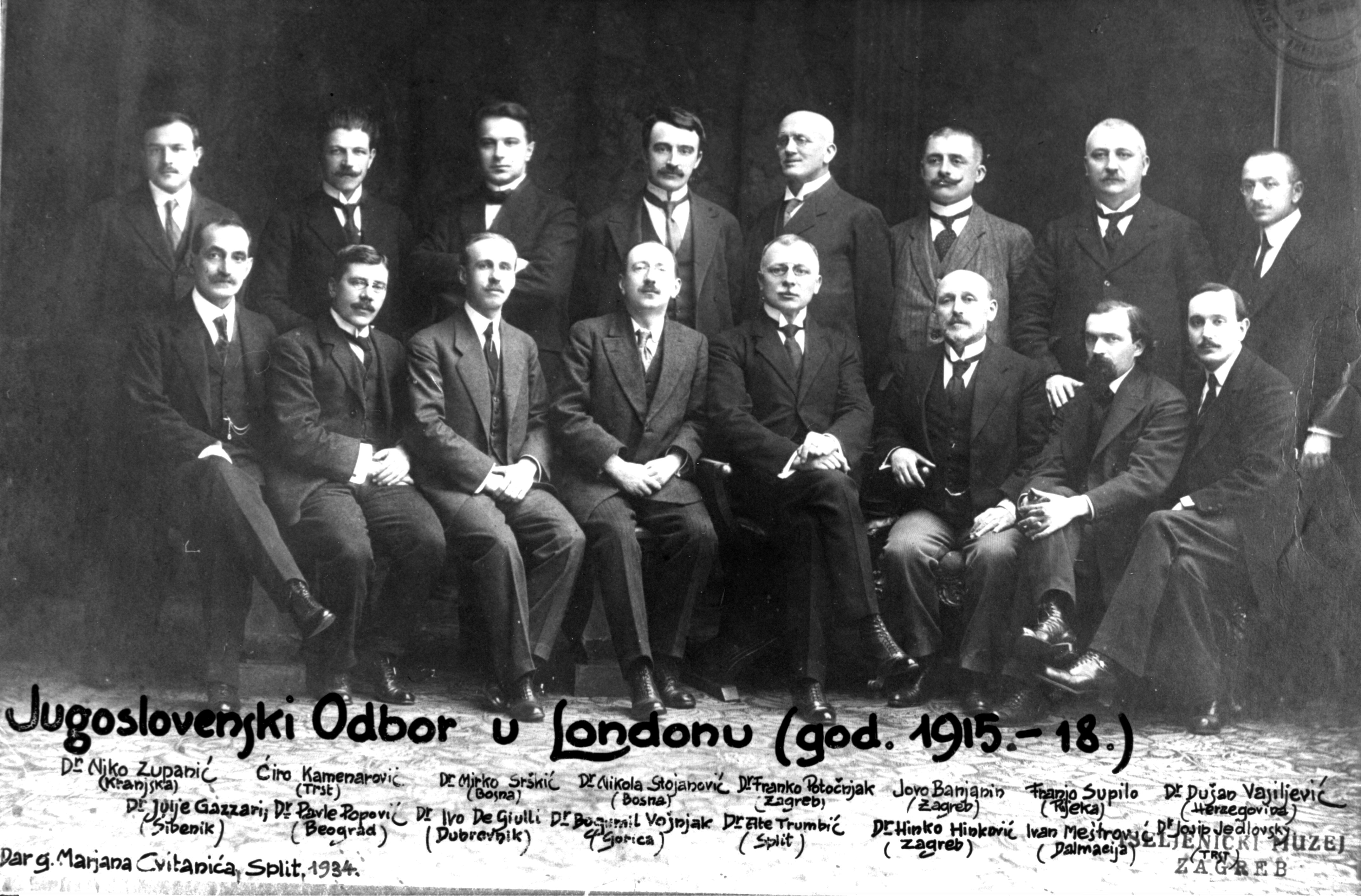
Comitetul Iugoslav, 1916, Paris

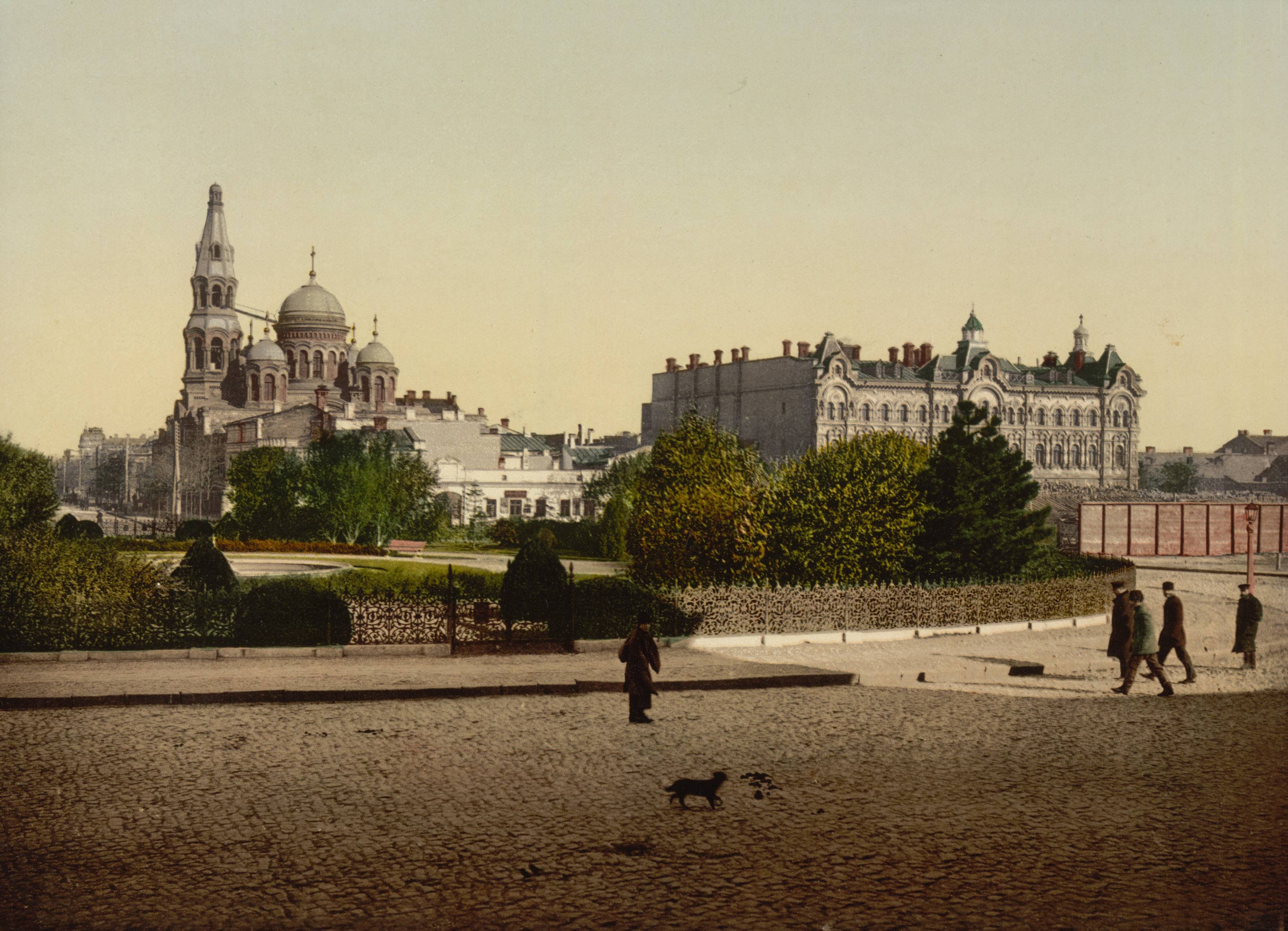
Odesa

În timpul războiului, chestiunea unităților de voluntari a fost ridicată de emigranții slavi-sudici din Comitetul Iugoslav, o organizație de propagandă cu sediul în Londra, ai cărei membri erau cetățeni ai Imperiului Habsburgic de origine sud-slavică și care părăsiseră Austro-Ungaria la începutul războiului. Aceștia au trimis emisari în întreaga lume, dar mai ales în America de Nord, făcând agitație pentru formarea unui regiment de voluntari slavi-sudici, care ar fi luptat alături, dar separat de armata sârbă. Premierul din timpul războiului al Serbiei, Nikola Pašić, a sprijinit, în principiu, ideea de soldați voluntari, deși era mai puțin favorabil pentru separarea lor de armata sârbă. Pašić voia să mențină un control complet al situației militare și politice în timpul războiului și a fost în mod frecvent în contradicție cu Comitetul Iugoslav pe chestiunea unităților de voluntari și a relațiilor lor cu armata sârbă.:p. 61
Problema utilizării voluntarilor pentru a lupta împotriva Puterilor Centrale a devenit mai presantă deoarece, ca urmare a reculului militar al Austro-Ungariei de pe Frontul de Est, un număr tot mai mare de slavii-sudici din Imperiul Habsburgic au căzut în captivitatea Imperiului Rus. Consulatul sârb de la Petrograd a primit o serie de scrisori de la aceștia, cerând să lupte alături de armata sârbă (aflată la Salonic de la începutul anului 1916).:p. 62
Imperiul Rus a sprijinit pe prizonierii austro-ungari din rândul popoarelor slave sudice, care și să se alăture în mod voluntar armatei sârbe. Pentru a-și îndeplini obligațiile față de aliatul sârb, acesta a fost de acord cu formarea unităților de voluntari pe teritoriul său, alocând în acest sens suma de otpzeci de milioane de ruble în aur.:p. 4 Ca urmare, în iulie 1915, Guvernul sârb a trimis o delegație în Rusia pentru a organiza transportul acestora în Serbia. De la începutul lunii august până la intrarea Bulgariei în război, la 15 octombrie 1915, s-a trimiterea în Serbia a aproximativ 3.500 de voluntari. Odată cu intrarea Bulgariei în război, operațiunea a încetat ca urmare a tăierii singurei căi prin care puteau fi transportați voluntarii, fluviul Dunărea.:p. 385
Pašić și Comitetul Iugoslav au ajuns la un acord de compromis, care le-a permis acestor militari să formeze o unitate independentă de voluntari, separată de armata sârbă, dar încadrată cu ofițeri din aceasta. Unitatea a fost numită „Divizia 1 Voluntari sârbă”, în ciuda protestelor Comitetului Iugoslave și a unui număr de voluntari, care ar fi dorit să includă titlul "Iugoslav". Spre deosebire de imaginea postbelică a unității de voluntari, de "creuzet iugoslav", majoritatea cererilor de voluntariat provenea de la etnicii sârbi și doar un număr mult mai mic de croați sau sloveni. Corpul superior de comandă era forma din ofițeri sârbi, în timp ce majoritatea ofițerilor inferiori erau de origine croată și slovenă, foști ofițeri și studenți din Imperiul Habsburgic.:p. 62

## Constituirea

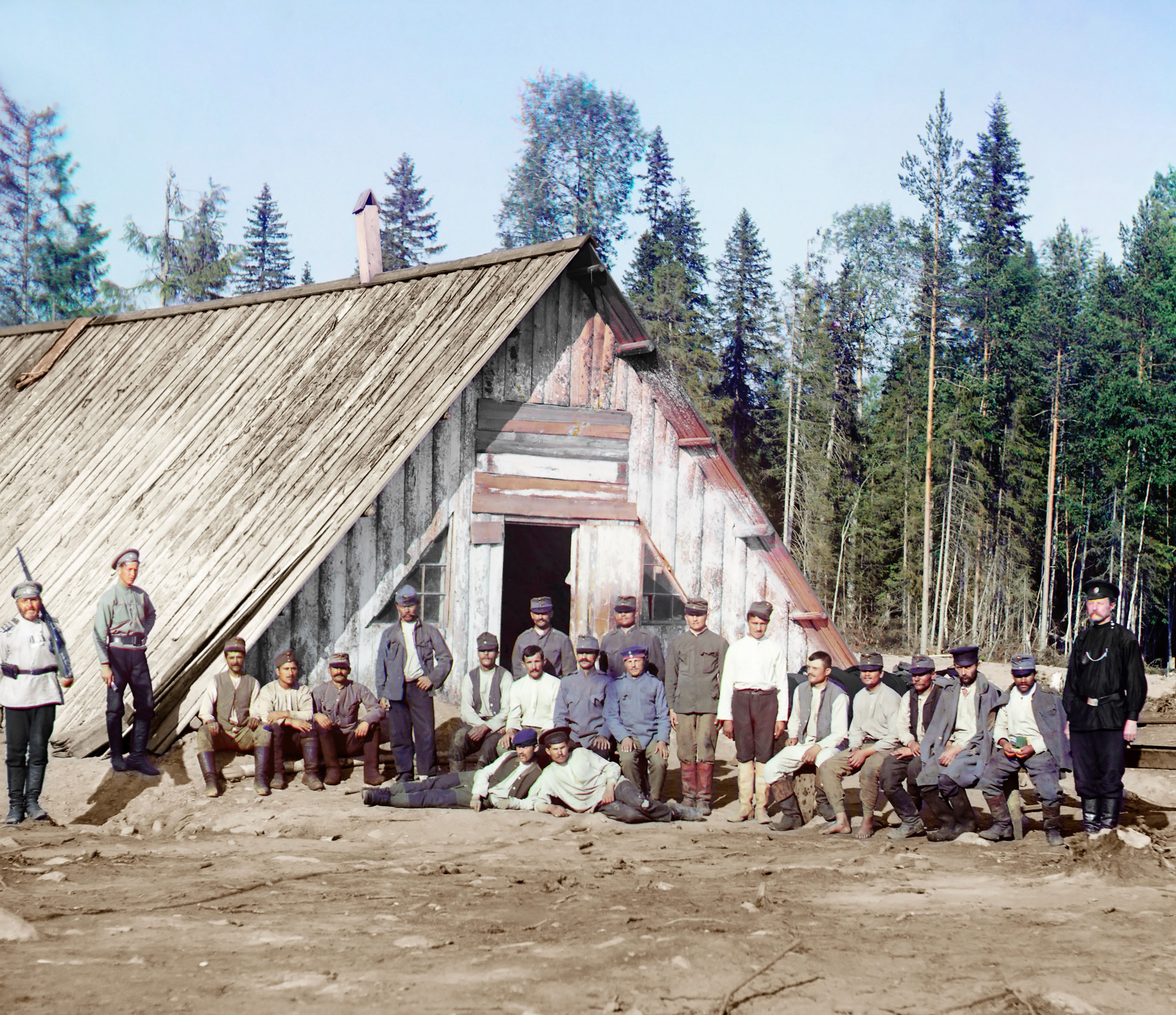
Prizonieri slavi din armata austroungară, în Rusia, 1915

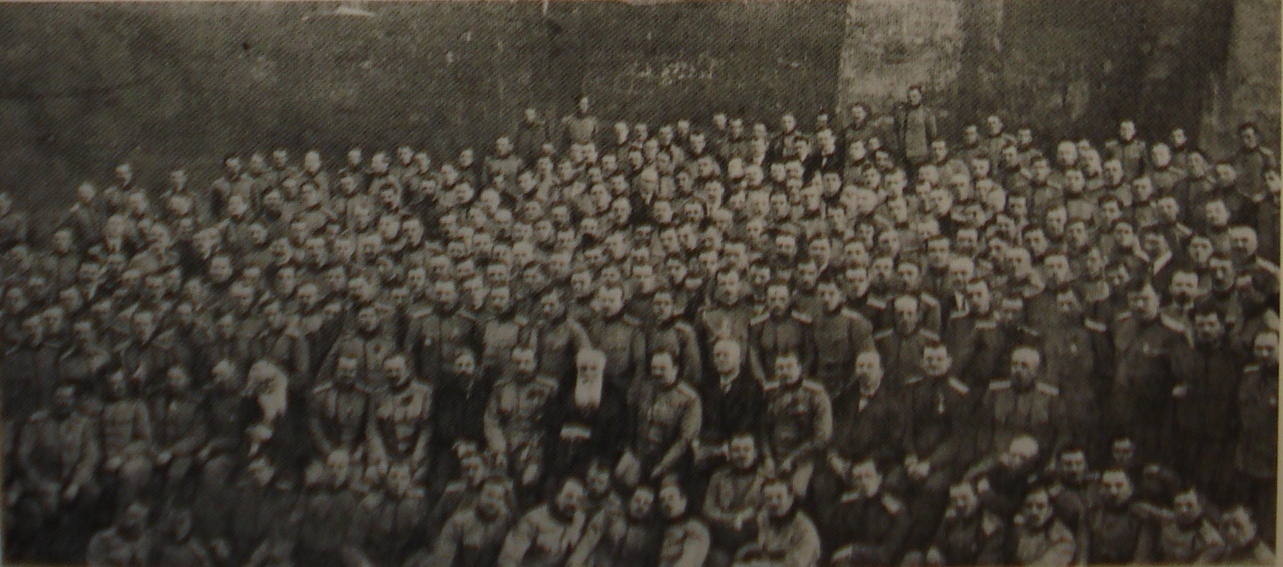
Voluntari iugoslavi la Odesa, pe timpul vizitei premierului Nikola Pašić, mai 1916

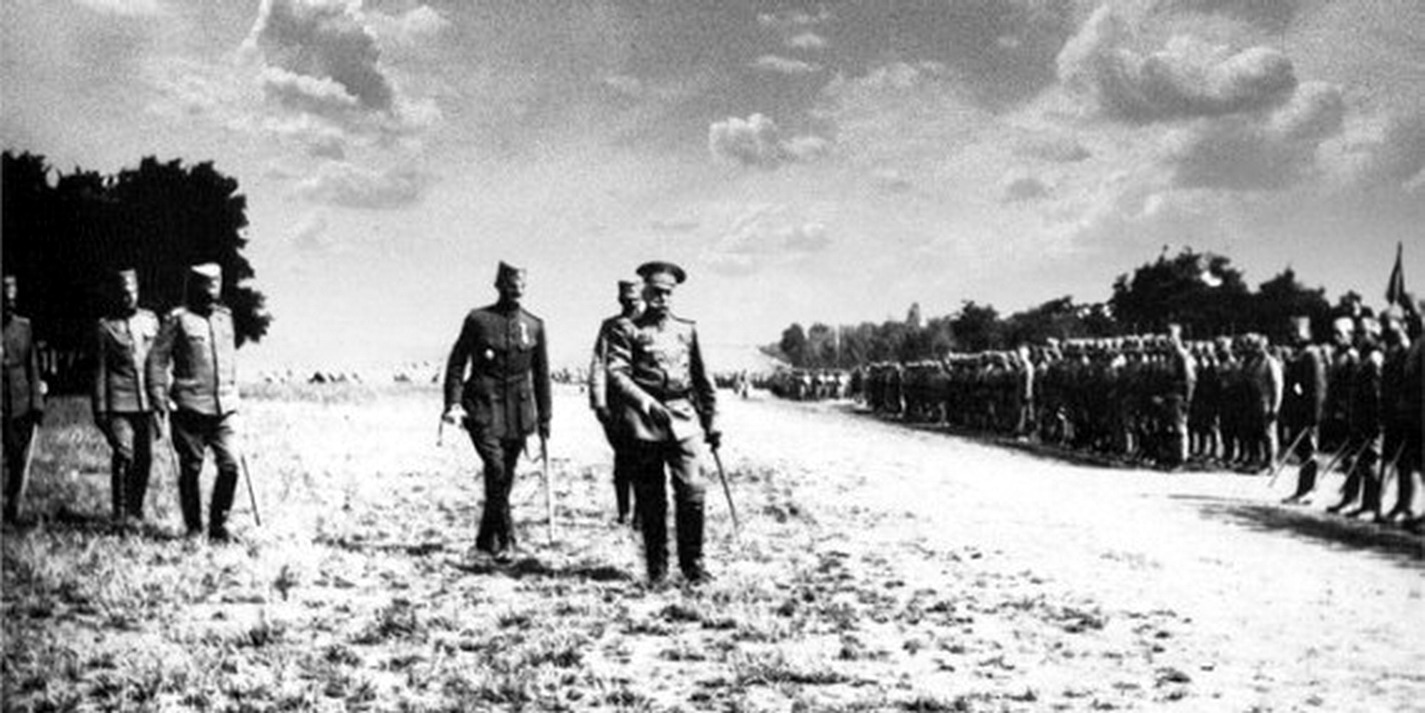
Generalul Brusilov salută voluntarii sârbi, Odesa mai 1916

Înfrângerea și ocuparea Serbiei în anul 1915, a făcut ca Armata Serbiei să-și poată completa forțele doar apelând la militarii cetățeni austro-ungari, cei mai mulți prizonieri în Rusia. Ca urmare, la începutul luni noiembrie 1915 a fost inițiat procesul de constituire de unități de voluntari sârbi, pe teritoriul Rusiei. Momentul cheie în evoluția acestui proces s-a petrecut la începutul anului 1916, când prim-ministrul sârb Nikola Pašić a trimis o telegramă reprezentanței diplomatice sârbe de la Petrograd, prin care cerea sa încheierea unui acord cu guvernul și înaltul comandament militar rus, privind organizarea unităților de voluntari. Nota diplomatică a fost remisă țarului rus la 19 ianuarie 1916. Țarul Nicolae al ΙΙ-lea a răspuns pozitiv și a autorizat organizarea unor unități de voluntari sârbi, în Rusia. :p. 385
În baza acordului Serbia trimite un reprezentant, colonelul Lontkijević, la Odessa, unde împreună cu generalul Mihail Ebelov, comandantul Districtului Militar Odessa, au fost stabilite detaliile referitoare la cazarea și înzestrarea de către partea rusă a formațiunilor de voluntari sârbi.:p. 439
La sfârșitul anului 1915 se oferiseră voluntari un număr de 11 ofițeri și 560 subofițeri și soldați, pentru ca la sfârșitul lui ianuarie 1916 numărul acestora să ajungă 21 ofițeri și 860 subofițeri și soldați. Aceștia au fost grupați în două detașamente, primul format la începutul lunii ianuarie 1916 și a cel de al doilea la 11 ianuarie 1916. La 20 ianuarie 1916 cele două subunități au format Regimentul 1 Infanterie, organizat după sistemul rusesc și comandat de maiorul Vladimir Kovačević.:p. 385 :p. 439
La 28 aprilie 1916, la Odesa se adunaseră un număr de 9 733 de voluntari, din care 263 de ofițeri (120 de sârbi, 90 de croați, 40 sloveni, 9 cehi și 3 ruteni), așteptându-se sosirea a încă 3 482 de militari. Pentru asigurarea conducerii noilor unități, guvernul sârb refugiat pe Insula Corfu a trimis un detașament format din 132 de ofițeri și funcționari, care au parcurs un traseu lung prin Italia, Franța, Anglia, Norvegia și Suedia până la Arhanghelsk și apoi Odesa în Rusia. Până la sosirea corpului de comandă al diviziei, la Odessa au fost constituite Regimentul 2 Infanterie - la 19 martie, Regimentul 3 Infanterie - la 31 martie și Regimentul 4 Infanterie - la 4 aprilie.:p. 386 Prin Decretul nr. 19 din 29 aprilie 1916 a fost înființată oficial Divizia 1 Voluntari sârbă, comandată de colonelul Stevan Hadžić, procesul de constituire fiind finalizat la 27 iunie.:p. 4
Comandantul Frontului de Sud-Vest, generalul Alexei Brusilov, inspectează unitatea la sfârșitul lunii mai, la Odessa, apreciind că divizia „se comportase bine", dar remarcase că nu era pregătită pentru front, întrucât nu dispunea de nicio piesă de artilerie.:p. 86 La rândul său, aflat în vizită oficială în Rusia, prim-ministru Nikola Pasic, a vizitat unitățile diviziei la 16 și 17 mai, fiind profund impresionat de defilarea regimentelor.:p. 386
În conformitate cu cele convenite anterior și cu aprobarea autorităților militare ruse, comandantul diviziei a ordonat ofițerilor și soldaților să depună jurământul militar față de statul sârb. Acest lucru fost făcut de Regimentele 1 și 2 Infanterie, la 28 mai, Regimentul 3 Infanterie la 29 mai iar Regimentul 4 Infanterie la 27 iunie, după finalizarea constituirii. Jurământul credință a fost depus pentru Petru Ι și în conformitate cu legea sârbă referitoare la organizarea armatei. Soldații și subofițeri au depus jurământul verbal, iar toți ofițerii în scris.:p. 386
Odată cu finalizarea constituirii la 1 iulie 1916, toate regimentele au primit drapelele de luptă ale unor regimente sârbe desființate, care fuseseră aduse de corpul de comandă din Insula Corfu, în cadrul unei ceremonii la care au participat comandantul Districtului Militar Odesa.
Regimentele au primit următoarele drapele de luptă::p. 387
- Regimentul 1 voluntari, drapelul fostului Regiment 2 Infanterie sârb
- Regimentul 2 voluntari, drapelul fostului Regiment 6 Infanterie sârb
- Regimentul 3 voluntari, drapelul fostului Regiment 7 Infanterie sârb
- Regimentul 4 voluntari, drapelul fostului Regiment 11 Infanterie sârb

„Înmânarea acestor drapele simbolizează reînvierea glorioaselor regimente din glorioasa armată sârbă și continuarea tradițiile lor de luptă, prin drapele de luptă, de către noile regimente de voluntari.”:p. 387
________ General Stepa Stepanović, comandantul Armatei 2 sârbe

## Ordinea de bătaie

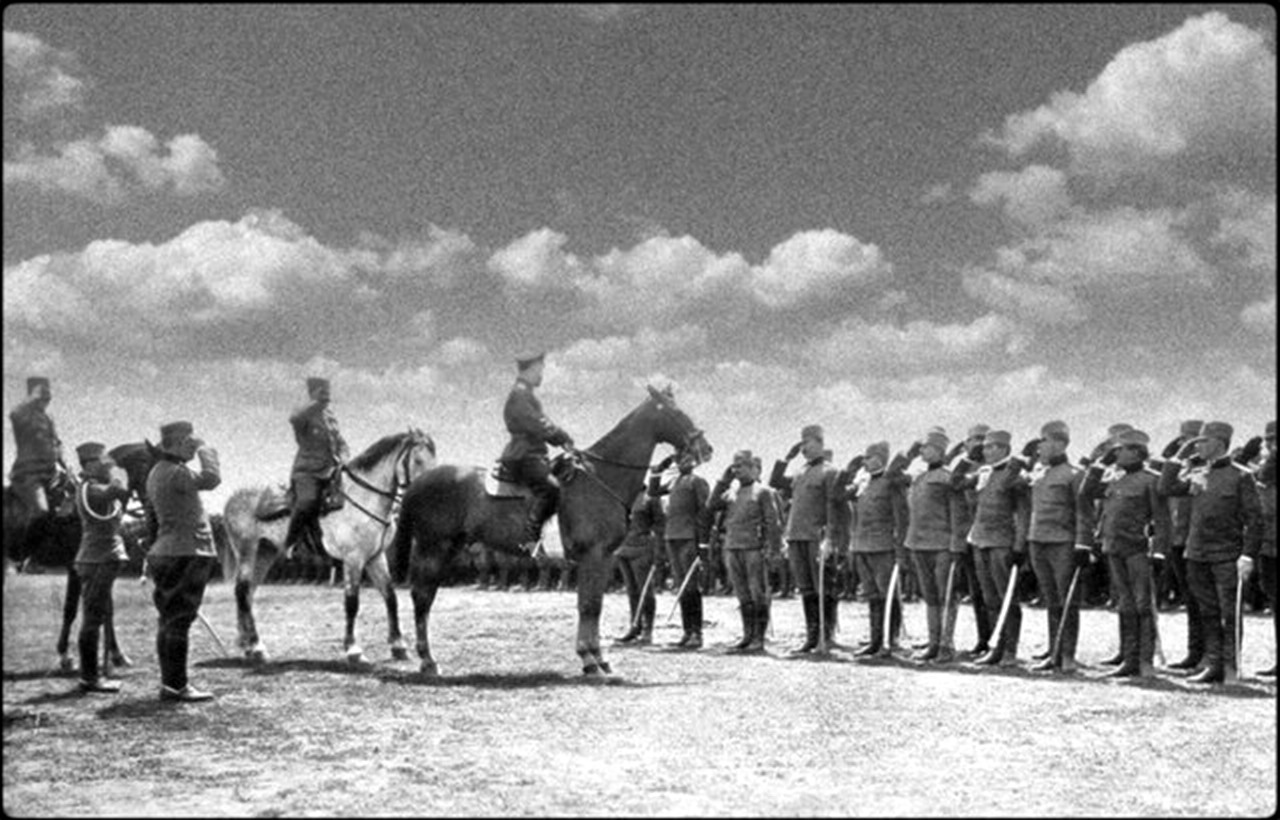
Ţarul Nicolae al II-lea trece divizia in revistă, Odesa, mai 1916

Pe toată durata participării la acțiunile militare de pe Frontul român, divizia a avut următoarea ordine de bătaie::p. XIV
- Divizia 1 Voluntari

- Brigada 1 Infanterie

- Regimentul 1 Infanterie
- Regimentul 2 Infanterie

- Brigada 2 Infanterie

- Regimentul 3 Infanterie
- Regimentul 4 Infanterie

- Divizionul 115 Artilerie
- Divizionul Artilerie de Munte;
- Escadronul 6 Cavalerie (din organica regimentului rus de cavalerie "Cernomorski")
- Compania de Pionieri

Pe lângă aceste elemente luptătoare, divizia mai avea în organică două formațiuni de completare, pentru unitățile de artilerie:
- Divizionul 115 Parc de Artilerie
- Divizionul Parc Artilerie de Munte

Forța combativă a diviziei era de 624 ofițeri și 18.244 reupă, organizați în 16 batalioane de infanterie și 12 baterii de artilerie.:p. XIII

## Conducerea
Funcțiile principale de conducere, de la comandant de divizie până la comandant de batalion erau ocupate de cei 78 de ofițeri sârbi, veniți din Corfu. Pentru formarea corpului de comandă inferior (comandanți de companii și plutoane), începând cu luna martie 1916 a fost organizat la Odesa un curs intensiv pentru formarea acestora, pentru care au fost selectați voluntari cu studii superioare, studenți și un anumit număr de subofițeri. Până în septembrie au fost astfel pregătiți peste 600 de ofițeri.:p. 5
Printr-un decret regal din 11/24 februarie 1916, a fost numită în funcții comanda diviziei. Colonelul Stevan Hadžić, șeful Statului Major General, a fost numit comandant al diviziei, având ca ajutor pe colonelul Dragutin D. Kusaković, iar ca șef de stat major pe maiorul Vojin Đ. Maksimović. În martie 1916, prin Ordinul nr. 7 al comandantului Diviziei 1 Voluntari, au fost numiți comandanți de brigăzi colonelul Djurdje Josifović - la Brigada 1 - și colonelul Milos Stanković - la Brigada 2. De asemeni, la comanda celor patru regimente de infanterie au fost numiți locotenent-coloneii Dragoljub M. Mihailović, Zivan G. Mitrović, Velibor P. Trebinjac și Stojan M. Popović.:p. 4
Colonelul Hadžić a comandat divizia până în martie 1917, când a fost numit atașat militar în România, comanda diviziei fiind preluată de colonelul Dragutin Milutinović.:p. 349

## Campania din România, 1916

### Concentrarea și transportul

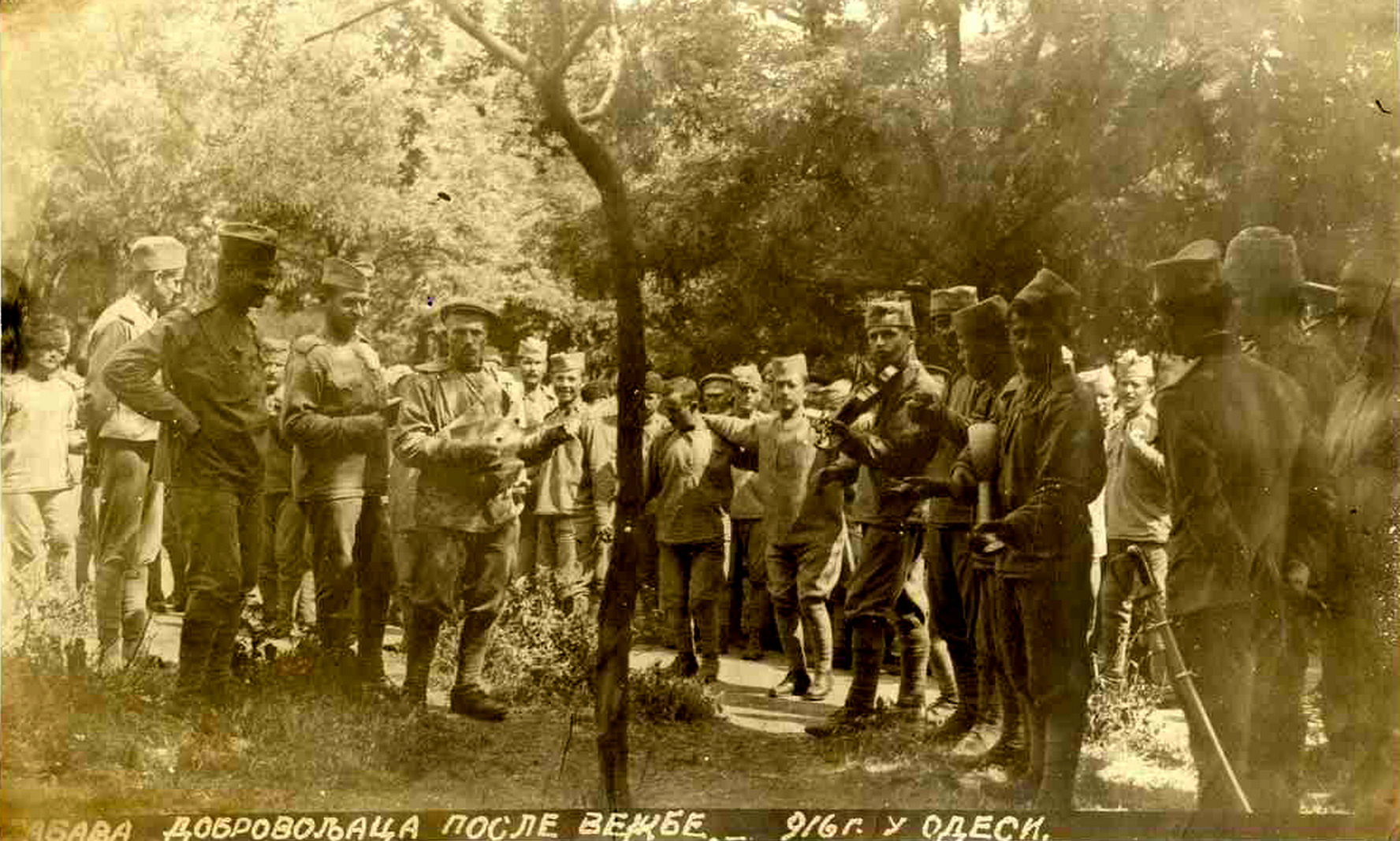
La Odesa

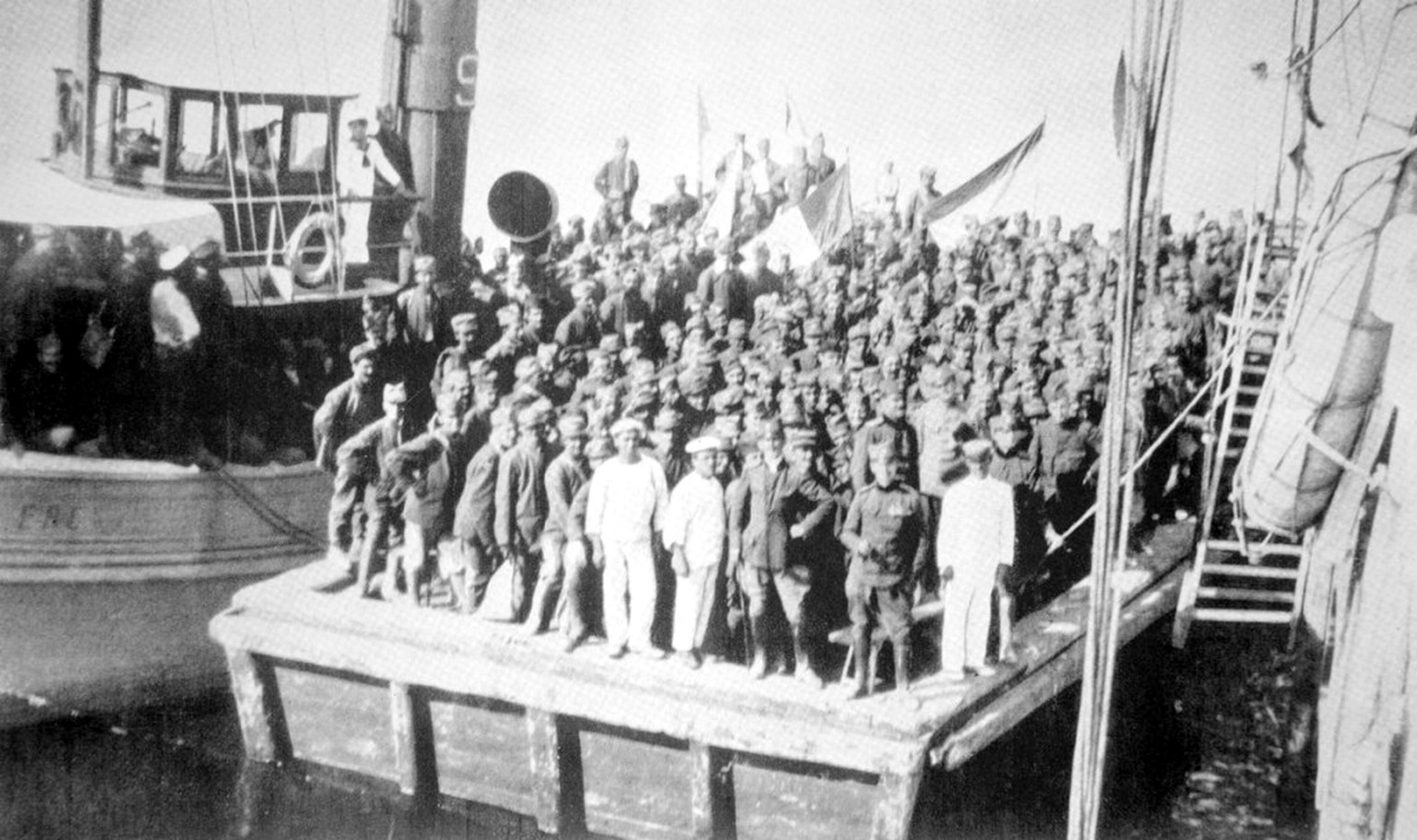
Transportul spre front, pe Dunare

Divizia a luptat pe teritoriul României, în campania anului 1916, în cadrul Armatei de Dobrogea ruse, sub comanda generalului Andrei Zaioncikovski. În această campanie, divizia a fost comandată de colonelul Stevan Hadžić fiind inclusă în organica Corpului 47 Armată rus, alături de Divizia 61 Infanterie și Divizia 3 Cavalerie.:p. 181
Generalul Zaioncikovski nu a fost mulțumit de includerea diviziei sârbe în compunerea corpului său de armată. Într-o scrisoare adresată șefului STAVKA, generalul Mihail Alexeev, el menționa că „toată lumea, cu excepția Stavkăi, privea divizia sârbă cu suspiciune”. Mai mult, argumenta Zaioncikovski, introducerea sârbilor în regiune, chiar și sub drapel rusesc, îi va îndepărta pe bulgarii rusofili care erau numeroși, și exista riscul ca animozitatea dintre sârbi și bulgari să erupă în atrocități reciproce, subminându-se astfel interesele rusești.:p. 86
La sfârșitul lunii iunie 1916, divizia a fost concentrată în apropierea frontierei cu România, într-un raion din apropierea localității Reni, între râurile Prut și Cahul.:p. 387 Forța combativă a marii unități era de 625 de ofițeri și 18.800 trupă, încadrați în 16 batalioane de infanterie și 12 baterii de artilerie. Armamentul provenea din depozitele armatei ruse, fiind în general vechi și de slabă calitate.:p.5
Odată cu intrarea României în război, la 14/27 august 1916, Corpul 47 Armată trebuia să treacă Dunărea, în vederea participării la acțiunile militare din Dobrogea, în conformitate cu prevederile Convenției militare dintre România și Antanta. Trupele diviziei au fost transportate cu barjele pe Dunăre pe traseul Reni – Cernavodă, între 17/30 și 18/31 august. Comandamentul diviziei a fost instalat, pentru început, la Medgidia.:p. 440
Unitățile diviziei au început debarcarea la Cernavodă, la 19 august/1 septembrie, și au pornit în marș spre sud, în Dobrogea, spre Mangalia, alăturându-se celor aproximativ 72 000 de soldați români din regiune.:p. 87
În perioada septembrie-octombrie 1916, divizia a participat la acțiunile militare din Dobrogea, în luptele de la Bazargic, Ghelengic (Pecineaga) Cocargea (Pietreni), Mereni (Enghe Mahale), Miriștea (Edilchioi) și Topraisar. Pierderile umane au fost mari, totalizând 239 ofițeri și 8.727 trupă. :p.5. Unitățile sârbe au luptat cu ardoare, dovedind „un eroism legendar, începând cu luptele de la Bazargic, Topraisar, Amzacea, până în nordul Dobrogei“.:p.208 Pentru actele lor de bravură, 11 ofițeri sârbi, în frunte cu comandantul diviziei, colonelul Stevan Hadžić, alături de alți doi colonei, doi locotenenți-colonei, trei maiori, un căpitan și doi sublocotenenți, au primit cel mai înalt ordin militar românesc, Ordinul Militar de Război „Mihai Viteazul”.
„Formată din oameni care-și pierduseră aproape tot: patrie, familie, casă, dominată de un patriotism fanatic ce nu era egalat poate decât de ura împotriva dușmanului perfid și sălbatec, ei vor constitui elementul de elită al ajutorului rusesc.”:p. 445 
_______ Constantin Kirițescu, Divizia sârbă

### Luptele de la Bazargic

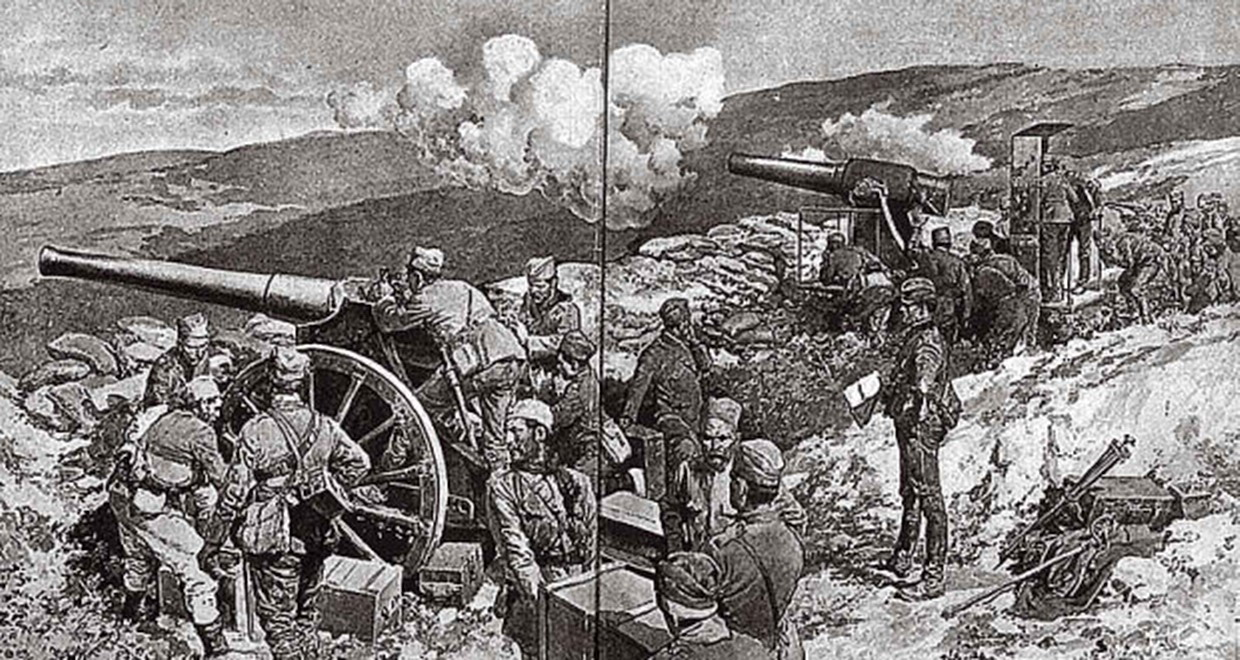
Unitate de artilerie pe frontul din Dobrogea

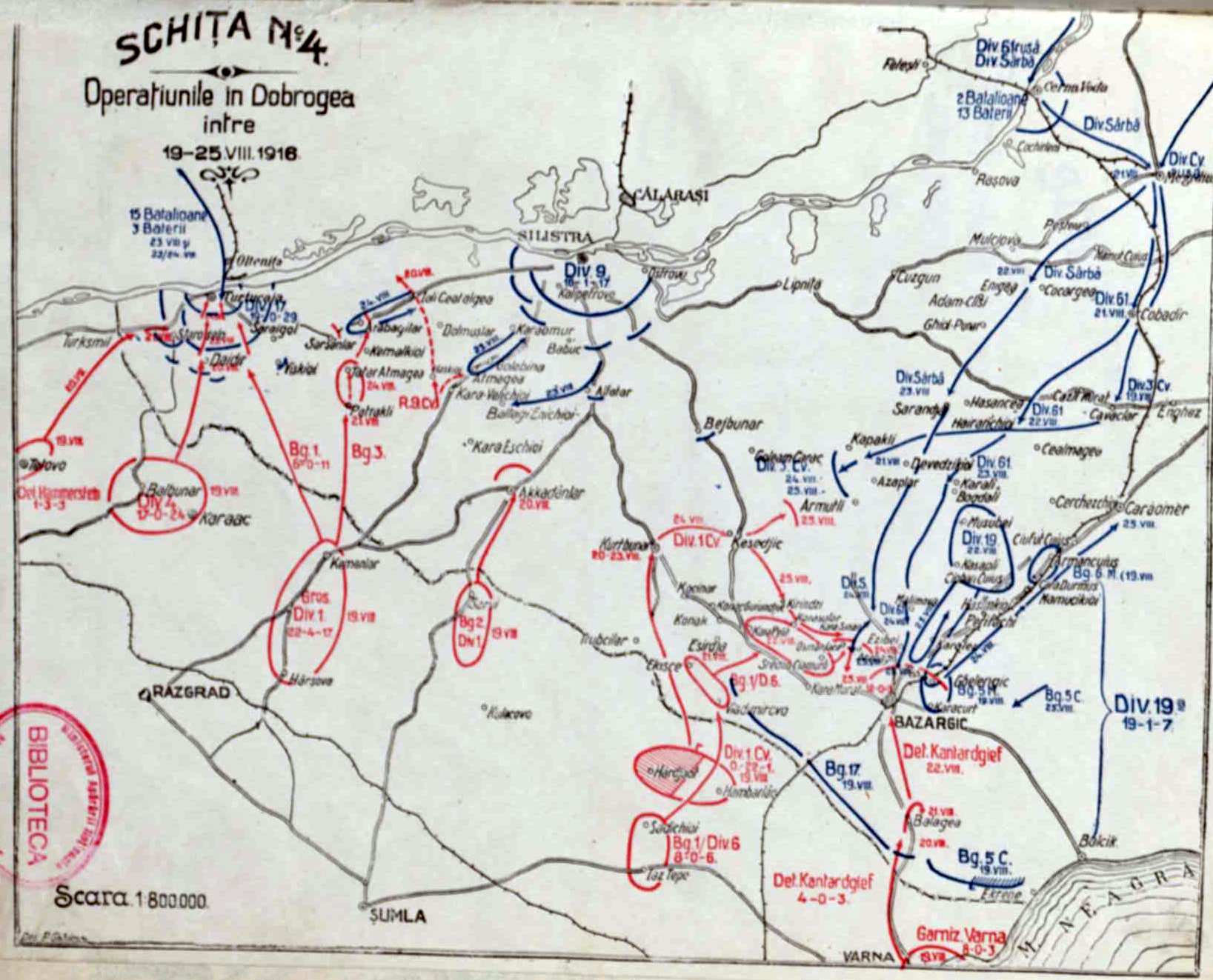
Desfăşurarea acţiunilor militare

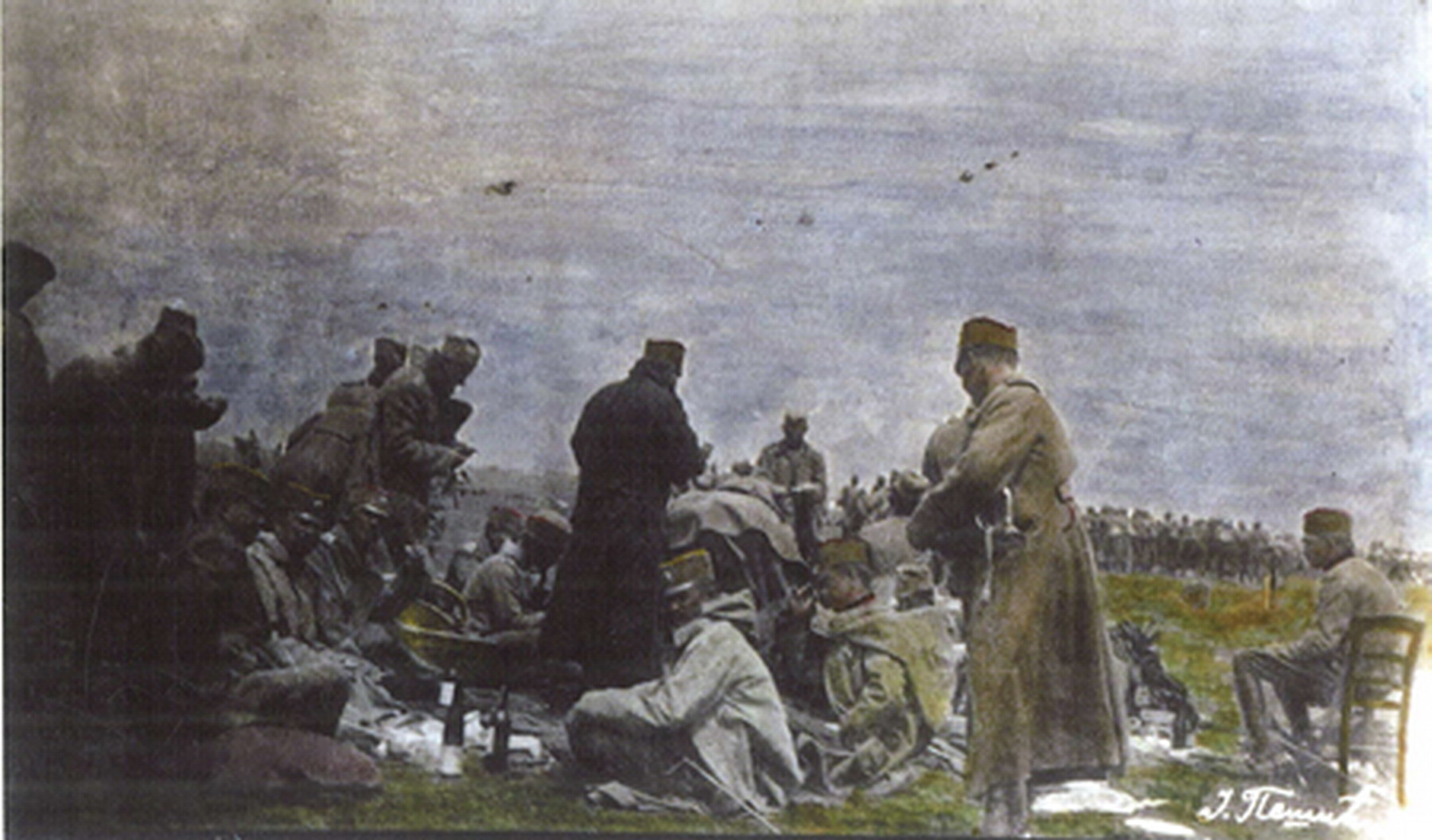
Repaus pe front

După debarcarea de la Cernavodă, divizia execută un marș de 4 zile, ajungând la 22 august/4 septembrie pe aliniamentul Enigea-Cocargea. În seara aceleiași zile, generalul Zaioncikovski emite Ordinul de Operații nr. 2 în care preciza misiunea diviziei: Colonelul Hadgici începând mișcarea la ora 6 dimineața să se concentreze în regiunea Saradja-Sahveli-Hasancea cu avangarda la Devigikiol. Divizia va ajunge pe aliniamentul ordonat n seara zilei de 23 august/5 septembrie.:pp. 294-300
În aceeași seară, la ora 20.30, generalul Zaioncikovski emite Ordinul de Operații nr. 3, referitor la acțiunile militare care aveau ca obiectiv eliberarea Bazargicului:
„Pentru mâine 24 August, am hotărât a cuceri pozițiile de la Dobrici pentru a elibera trupele, ceea ce va permite de a prelungi operațiunile spre Vest.
Va executa:
1. General Arghirescu: cu 2 brigăzi din Divizia sa, mai întâi va aștepta până ce trupele generalului Simanski vor ajunge pe sau drept pe șoseaua Dobrici-Constanța și atacând inamicul la
stânga acestei șosele, în acelaș timp și cu bună legătură cu atacul generalului Simanski.

2. General Simanski: având la dispoziția sa Divizia 61-a și Divizia sârbă, punându-se în marș cât mai curând posibil, va merge pe frontul Caragea-Ezy Bey, pe șoseaua Dobrici-Constanța, pentru a ataca energic inamicul, a ocupa Dobrici și a se fortifica pe înălțimile de la sudul orașului, urmărind pe inamic cu Divizia 19-a română numai cu avangardele.”:p. 302
General Andrei Andrei Zaioncikovski, Ordin de Operații nr. 3/4 septembrie 1916
Prin același ordin, se cerea ca o brigadă din Divizia 1 Voluntari sârbă și Divizia 19 Infanterie română să rămână în rezerva corpului de armată, la dispoziția comandantului acestuia.:p. 302:p. 347
Atacul a început a doua zi la ora 16 cu trupele Diviziei 19 Infanterie române (Brgigăzile 5 și 6 Mixte) la est de șoseaua Bazargic-Caraomer și cele ale Diviziilor 61 Infanterie și Diviziei 1 Voluntari (cu câte o brigadă) la vest de această șosea. La ora 20 brigada sârbă ajunsese în fața orașului când atacul a fost oprit de generalul Zaioncikovski în urma primrii ordinului comandantului Armatei 3, generalul Mihail Aslan referitor la căderea Turtucaiei. La primirea ordinului unitățile Diviziei 19 Infanterie române încep să se retragă, fără ordin și în debandadă, lăsând descoperit flancul trupelor ruso-sârbe.:p. 307:p. 348
Fără să știe situația Diviziei 19 aflată în plină retragere spre Caraomer, generalul Simanski ordonă reluarea asaltului Bazargicuiui pentru ziua de 25 august/7 septembrie. Atacul începe dimineața la ora 6 dimineața. Brigada sărbâ a deschis un violent foc de artilerie asupra satului Ceacârcea, care a produs mari pierderi Regimentului 55 Infanterie bulgar ("Vrața") și mai cu seamă Batalionului III/Regimentul 36 Infanterie ("Kozlodui"). Pierderile bulgarilor sînt foarte mari. Regimentul 36 Infanterie pierde peste jumătate din efectiv iar resturile se retrag în debandadă câțiva kilometri, în spatele liniei Arabagi-Osman-Fachi. Regimentului 55 Infanterie are și el pierderi foarte mari. În această situație critică, comandantul Diviziei 6 Infanterie bulgară, generalul Stefan Popov, a cerut sprijin din partea Diviziei Mixte. Comandantul acesteia, generalul Todor Kantardjiev trimite două batalioane de infanterie care împreună cu Divizia 1 Cavalerie atacă din flanc brigada sârbă prinsă în luptă, prin zona rămasă neacoperită în urma retragerii din seara precedentă a Diviziei 19 Infanterie române.:pp. 309-310:p. 102
„La ceasurile 4 după-amiază, cavaleria bulgară cade în spatele sârbilor, prinși în luptă cu bulgarii. Intervenția acestei mase de cavalerie e hotărâtoare. Situația sârbilor e critică. Ei nu primesc ajutor de nicăieri. Divizia de cavalerie rusă, care avea contact cu cavaleria bulgară, n-a putut să observe mișcarea acesteia și a rămas pe loc. Centrul rus e prea ocupat cu propria lui situație, iar cele două brigăzi ruso-sârbe din rezervă nu s-au mișcat. Sârbii rezistă voinicește până când Zaioncikovski, dă ordinul de rupere a luptei și de retragere generală spre Caraomer! Bulgarii, fericiți că au scăpat ieftin, nu urmăresc. Bătălia de la Bazargic era acum definitiv pierdută, peutru aliați.”:p. 348
Constantin Kirițescu, Istoria războiului pentru reîntregirea României

### Luptele de pe vechea frontieră

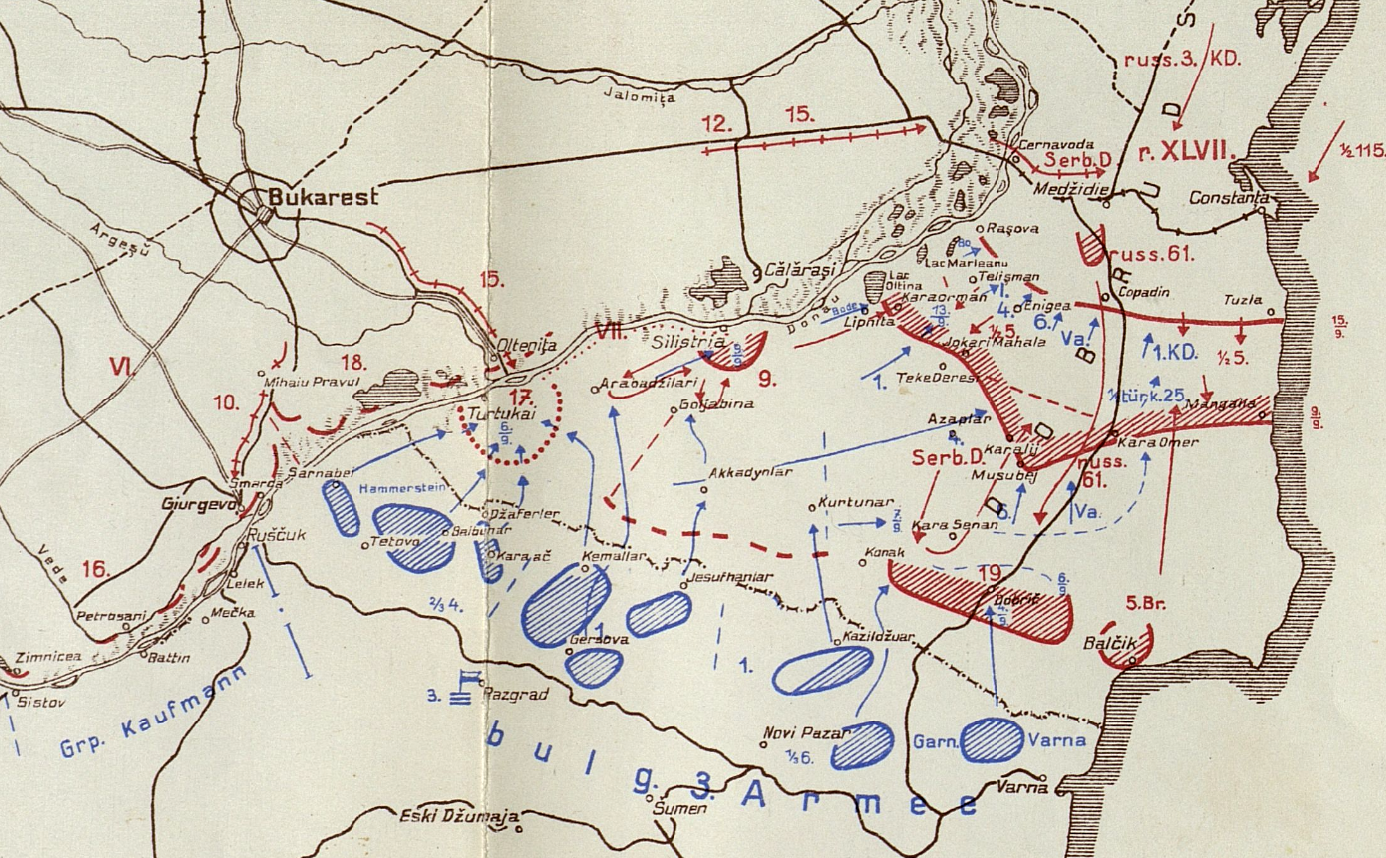
Desfăşurarea acţiunilor militare

După retragerea de la Bazargic, Zaioncikovski și-a desfășurat forțele din Dobrogea într-un „V" puțin adânc, cuDivizia 9 Infanterie română (comandată de generalul Nicolae Petala) pe flancul drept, de-a lungul Dunării. În vârful „V"-ului orientat spre Bulgaria, la Negru Vodă, se aflau Diviziile 61 Infanterie rusă și Divizia 1 Voluntari sârbă, iar Divizia 19 Infanterie și Brigada 5 Călărași  române erau dislocate pe coastă, în apropiere de Mangalia. Generalul rus a păstrat această desfășurare până la sfârșitul lunii. În timpul înaintării, afirma Zaioncikovski, centrul puternic va atrage după sine unitățile „slabe din punct de vedere moral” de pe flancuri și, dacă bulgarii i-ar ataca pe români, va putea să îi lovească din flanc cu un contraatac puternic. Românii nu trebuiau decât să-și țină pozițiile.:p. 106
La 27 august/8 septembrie Armata de Dobrogea ocupa aliniamentul Cuzgun-Caraormer-Mangalia, divizia sârbă ocupând frontul Aptaat-Devegikioi-Hadgikioi, învecinându-se la dreapta cu Divizia 3 Cavalerie rusă și la stânga cu Divizia 61 Infanterie rusă. La 30 august/12 septembrie se produce primul contact cu elemente din Divizia 4 Infanterie bulgară.:p. 64
La 31 august/12 septembrie, comandantul Armatei 3 Bulgare, generalul Ștefan Toșev decide pentru data de 1/13 septembrie, ca atacul principal al poziției ruso-române să fie dat de Divizia 4 și dreapta Diviziei 1 Infanterie bulgară în sectorul Aptaat-Devegikioi apărat de divizia sârbă. Ca diversiune, forțele bulgaro-germane urmau să execute două atacuri de învăluire la cele două flancuri. La rândul său, tot pentru 1/13 septembrie, generalul Zaioncicovki decide să execute un atac general pe linia frontului cu atacul principal tot în zona centrală, executat de către Divizia 61 Infanterie rusă și Divizia 1 Voluntari sârbă.:pp. 64-65
În ziua de 1/13 septembrie pe tot frontul s-au desfășurat acțiuni de luptă intense, ambii combatanți executând un număr de atacuri și contraatacuri. Divizia sârbă împreună cu aripa dreaptă a Diviziei 9 Infanterie române au atacat în sectorul Hardali-Teke-Deresi, reușind să străpungă frontul între Diviziile 1 și 4 bulgare, aducându-le într-o situație foarte grea, care a provocat o criză la comandamentul Armatei 3 bulgare.:p. 65 Acesta nu a reușit să remedieze siuația pâna la lăsarea întunericului (când a început retragerea, la ordin, a unităților româno-ruso-sârbe). Acest succes nu a putut fi însă exploatat din cauza unei defecțiuni produse la aripa stângă a Diviziei 9 Infanterie română care s-a retras în debandadă, determinând comandantul Armatei de Dobrogea să ordone retragerea tuturor trupelor pe aliniamentul întărit Rasova-Cobadin-Topraisar, în noaptea de 1/13 spre 2/14 septembrie.:p. 440 :p. 65
Pentru a facilita acest lucru, Divizia sârbă a executat un atac puternic asupra pozițiilor Diviziei 1 Infanterie bulgară, obligând trei regimente ale acesteia să se retraga și să treacă la defensivă, fapt care a permis deblocarea flancului stâng al Diviziei 9 române și evitarea încercuirii acesteia.:p. 441
Pierderile suferite de marea unitate sârbă în luptele de la 1/13-2/14 septembrie au fost de 650 de oameni în timp ce pierderile provocate inamicului au fost de 1500 de oameni, fiind totodată capturate două bateriii de artilerie și 6 mitraliere. :p. 441

### Bătălia de pe aliniamentul Rasova-Cobadin-Tuzla
Acțiunile militare de pe acest aliniament s-au desfășurat între 4/16-9/21 septembrie. Linia de apărare pregătită din timp de pace începea de la Dunăre la Rasova, trecea pe lângă satele Arabagi, Mulciova, Enigea, Cocargea, Cobadin, Topraisar, Tuzla până la Marea Neagră. Ea urma linia crestelor și era formată din șiruri succesive de tranșee, având o serie de puncte mai puternic fortificate – cum erau Cobadinul și Topraisarul, unde fuseseră instalate și rețele de sârmă ghimpată. Divizia sârbă ocupa dispozitiv de luptă la Cocargea, având la dreapta Divizia 9 Infanterie română iar la stânga Divizia 61 Infanterie rusă. :p. 437

#### Lupta de la Cocargea
La 2/14 septembrie divizia a încheiat marșul de repliere, instalându-și comandamentul la Cocargea. Trupele diviziei erau foarte obosite, dupa două zile de lupte și un marș de peste 35 km. Executat pe timp de noapte. Moralul acestora era de asemenea afectat de faptul că fuseseră obligați să se retragă de două ori din cauze externe, deși de fiecare dată îi învinseseră pe bulgari pe câmpul de luptă, atât la Bazargic cât și la Hardali-Teke-Deresi. :p. 441
La 5/18 septembrie, Armata 3 bulgară declanșează o ofensivă pe tot frontul, atacul principal fiind dat cu Diviziile 1 și 4 Infanterie la joncțiunea dintre Divizia 9 și Divizia sârbă, în sectorul Mulciova-Cocargea. În acest sens, fusese concentrată o puternică grupare de artilerie, formată din artileria de câmp și obuzierele celor două divizii, un regiment și un divizion de artilerie grea și trei baterii de tunuri lungi germane. :p. 441
După un intens bombardament de artilerie și sub presiunea atacului, forțele sârbe sunt obligate să se retragă spre nord, până la movila Caraiuc, iar Divizia 9 și-a retras aripa stângă pe dealul Birebei, reușind însă să pastreze legatura cu flancul drept al Diviziei sârbe, pe linia noului amplasament. Retragerea diviziei sârbe a produs totodată un gol între aripa sa stângă și Divizia 61 rusă, gol care va fi ocupat de o brigadă din Divizia 5 Infanterie română, nou sosită pe front, care a stopat înaintare bulgară la cota 147 și la movila Kaciamak Orman Bair. :p. 66:p. 441
Comandantul Armatei 3 bulgare, generalul Toșev exagerează rezultatele obținute, în analiza pe care o face ajungând la următoarele concluzii:
„Frontul inamic a fost prăbușit. În unele sectoare imanicul a început să se retragă în grabă ... Este absolut necesar ca adoua zi dimineață să se procedeze la exploatarea succesului. Slabele pierderi ce am avut în această zi ne face să credem că este posibil un atac combinat prin care să se lărgească breșa, pentru ca inamicul incapabil de a rezista, să fie bătut definitiv. În baza măsurilor luate, străpungerea desăvârșită a pozițiilor inamice se consideră ca definitivă.” :p. 67
______ General Ștefan Toșev
Pe baza acestei analize care se va dovedi lipsită de realism, generalul Toșev a dispus pentru ziua de 6/19 septembrie executarea unui atac concentrat în zona centrală pentru străpungerea frontului simultan cu desfășurarea de acțiuni de fixare în celelate sectoare. Sectorul de rupere a fost ales în zona Cocargea-Mulciova, apărată de divizia sârbă și Brigada „Frim” din Divizia 9. :p. 67
Încercând să exploateze succesul din ziua precedentă forțele bulgare au declanșat atacuri violente în direcția Spapunar. Forțele româno-sârbe au rezistat bine, situația fiind stabilizată odată cu sosirea pe câmpul de luptă a două regimente din Divizia 12 Infanterie română (Regimentele 60 și 68 Infanterie). Atacurile bulgare împotriva înălțimii Cogea-Iuc au fost de asemenea respinse cu pierderi mari pentru forțele atacatoare. Trupele româno-sârbe au contraatacat, pătrunzând în linia de artilerie bulgară, capturând o baterie de obuziere și două baterii de câmp. La 12.30 comandantul Diviziei 1 Infanterie bulgare, generalul Ianko Draganov raporta „... cu mare greutate menținem pozițiile, nici eu nici comandanții de brigăzi nu mai avem rezerve; proiectilele sunt terminate, poziția o menținem cu ultimele sforțări.” :p. 443
După amiază Divizia 1 Voluntari sârbă introduce în luptă ultimele rezerve, Regimentul 1 Voluntari declanșând un puternic contraatac la baionetă, căruia aveau să i se alăture și restul trupelor Brigăzii 1. Contraatacul forțelor sârbe înfrânge rezistența trupelor bulgare. Regimentul 7 Infanterie bulgar fuge în debandadă. Până noaptea trupele sârbe reocupă pozițiile pierdute în ziua anterioară. :p. 441
La ora 19 și generalul Pantelei Kiselov, comandantul Diviziei 4 bulgare raportează că este nevoit să înceapă retragerea, propunere neaprobată de generalul Toșev. Kiseliov i-a replicat „vom îndeplini ordinul dumneavoastră de a muri pe poziție, dar datoria mea este de a vă aduce la cunoștință că unitățile mele trec printr-o criză și încă 2-3 atacuri din partea inamicului și totul poate fi pierdut.” :p. 67
Pierderile înregistrate de Divizia 4 în acea zi au fost foarte mari: 46 de ofițeri, 2.568 trupă și 43 de tunuri. Numai în fața frontului Diviziei 1 Voluntari sârbă s-au cules ca trofee peste 5.000 de puști. :p. 444
În dimineața zilei de 7/20 septembrie forțele sârbe, sprijinite de unități române din Divizia 12 Infanterie au reocupat satul Cocargea. În cursul luptelor din 5/17-7/19 septembrie, Divizia sârba a suferit pierderi cifrate la 3970 de morți, răniți și disparuți, printre care și locotenent-colonelul Milorad Matic, comandantul Regimentului 2 Infanterie. :p. 441
„În zilele de 18 și 19 septembrie, divizia sârbă a luptat cu eroism împotriva atacurilor înverșunate ale bulgarilor la Cocargea. Colonelul Matici, rănit la mână, continuă să-și comande trupa și moare, primind un al doilea glonț în gura deschisă ca să strige oamenilor săi cuvinte de îmbărbătare la atac.” :p. 445
______ Constantin Kirițescu, Divizia sârbă
În cursul nopții de 8/20-9/21 septembrie septembrie, divizia este înlocuită pe front de Divizia 12 română. Pierderile diviziei în luptele desfășurate până atunci se cifrau la peste 6.000 de oameni, necesitâns refacerea efectivului.:p. 441

#### Lupta de la Topraisar
Enghe-Mahale și Edilchioi

### Luptele de pe aliniamentul Topalu-Tașaul și retragerea
Între 9 și 23 decembrie 1916, divizia a fost retrasă de pe front aflându-se în refacere la Ismail, de unde a fost mutată ulterior în lagărele din Rusia, la Voznesenska și Berezovca.:p.6

## Recunoașteri
În memoria eroilor diviziei a fost ridicată o piramidă-osuar, pe o colină din cimitirul ortodox din Medgidia, cunoscută sub numele de „Monumentul Eroilor Sârbi”, care este situată într-o parte a unui cimitir din Medgidia. Monumentul adăpostește osemintele a 224 de militari sârbi, căzuți în luptele din Dobrogea, fiind inaugurat în mod solemn la 7 septembrie 1926 de către regele Ferdinand I al României și regele Alexandru Karagheorghevici al Regatului Sârbilor, Croaților și Slovenilor.
Pe latura aflată în dreptul scărilor de acces se află sculptat următorul text: „Eroilor/ Diviziei I-a de voluntari sârbi/ căzuți în Dobrogea/ în luptele de la 25 august până la 12 octomvrie 1916/ pentru/ eliberare și unitate/ Patria recunoscătoare/ Regatul Sârbilor, Croaților și Slovenilor” iar pe latura opusă sunt enumerate luptele la care au participat voluntarii: „Dobric-Kara Sinan; Hardali-Tekederesi; Kokardja-Amsacea; Enge Mahale-Edilkjoj”.

## Moștenire
Deși a jucat un rol crucial în lupta pe frontul de răsărit, faptele ambelor divizii sârbe au fost amplificate de naționaliști în scopuri propagandistice. În retrospectivă, au existat tensiuni, atât pe, cât și în afara câmpului de luptă, în ceea ce privește moștenirea etnică, dar și aspecte legate de clasele sociale și de ideologia politică, chiar în timp ce luptătorii se confruntau cu un inamic comun, Puterile Centrale. Aceste conflicte au dus la formarea Iugoslaviei.